# Borek (Horka I)
Borek (německy Franzdorf) je malá vesnice, část obce Horka I v okrese Kutná Hora. Nachází se jeden kilometr západně od Horek. Prochází zde silnice II/338.
Borek leží v katastrálním území Horka u Žehušic o výměře 6,94 km².

## Historie
První písemná zmínka o vesnici pochází z roku 1711.

## Pamětihodnosti
- Dům čp. 3

## Další fotografie

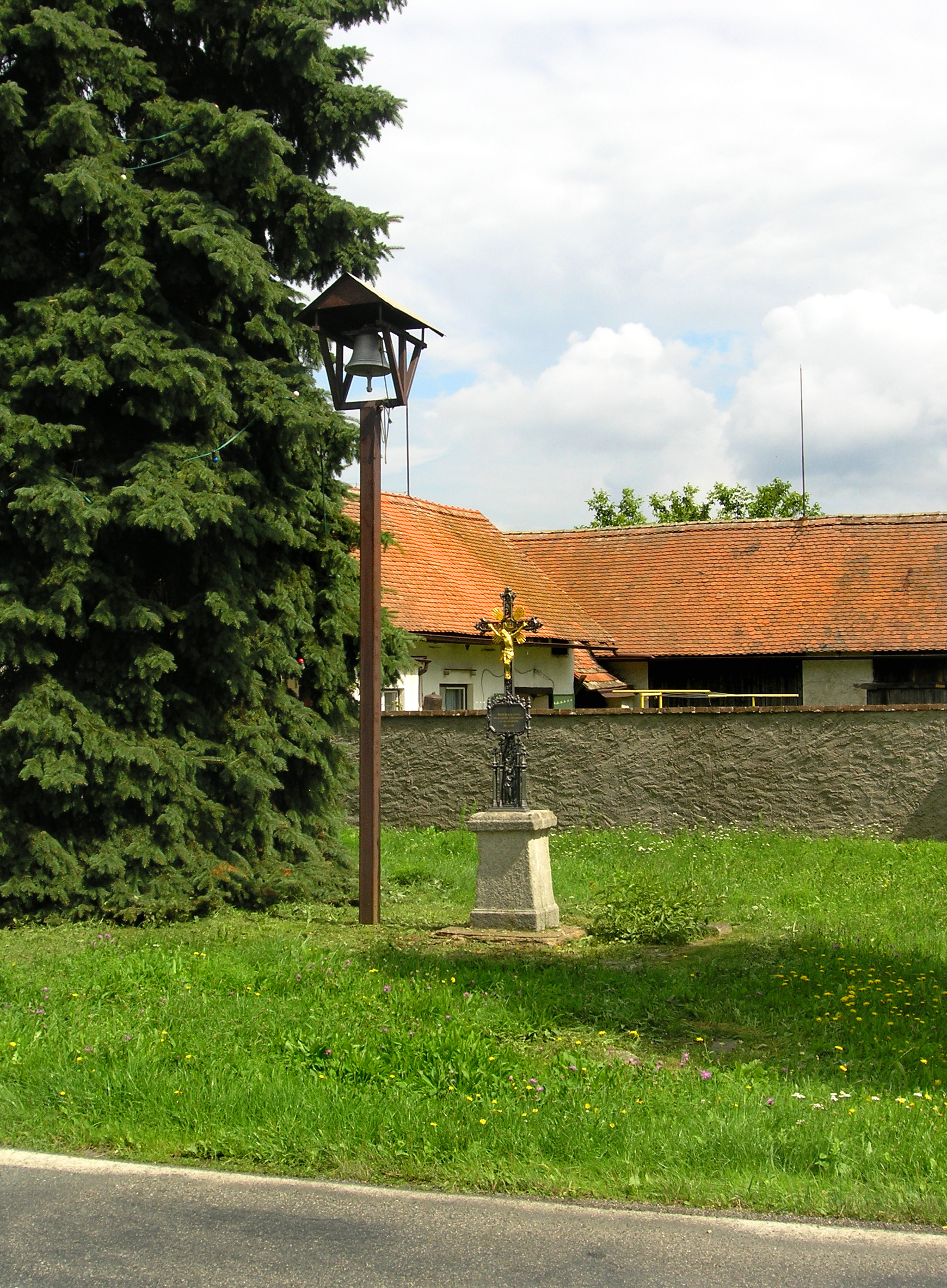
Křížek u silnice
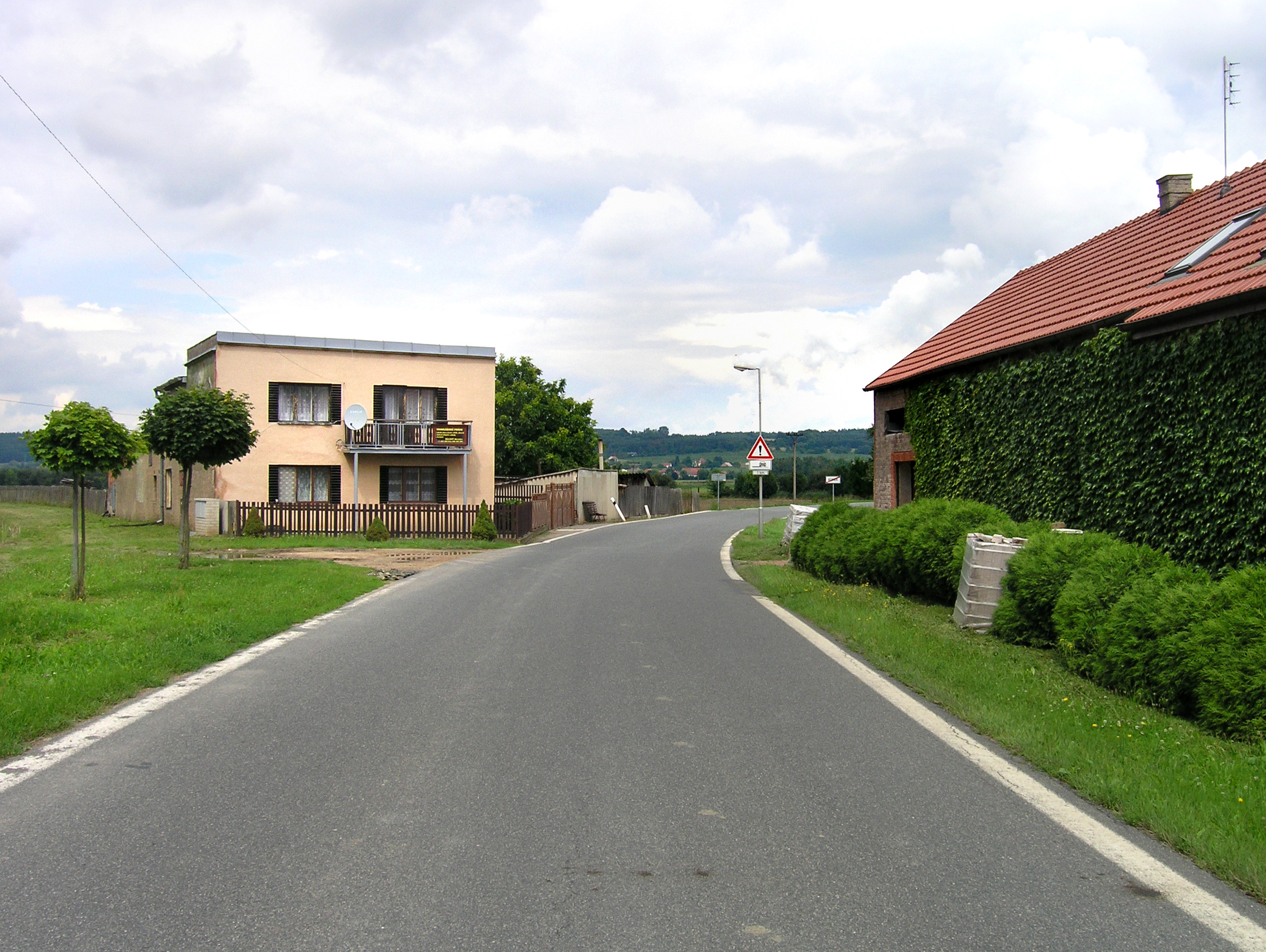
Severní okraj vesnice